# Дарахівська сільська рада
Да́рахівська сільська́ ра́да — адміністративно-територіальна одиниця та орган місцевого самоврядування в Теребовлянському районі Тернопільської області. Адміністративний центр — село Дарахів.

## Загальні відомості
- Дарахівська сільська рада утворена в 1939 році.
- Територія ради: 9,071 км²
- Населення ради: 2 861 особа (станом на 2001 рік)
- Територією ради протікає річка Брусенець.

## Населені пункти
Сільській раді були підпорядковані населені пункти:
- с. Дарахів
- с. Кам'янка
- с. Тютьків

## Склад ради
Рада складалася з 16 депутатів та голови.
- Голова ради: Сивульська Марія Михайлівна
- Секретар ради: Колиняк Людмила Олегівна

### Керівний склад попередніх скликань
| Прізвище, ім'я, по батькові | Основні відомості                                                 | Дата обрання | Дата звільнення |
| --------------------------- | ----------------------------------------------------------------- | ------------ | --------------- |
| Сивульська Марія Михайлівна | Сільський голова, 1961 року народження, освіта вища, позапартійна | 26.03.2006   | 31.10.2010      |
| Сивульська Марія Михайлівна | Сільський голова, 1961 року народження, освіта вища, позапартійна | 31.10.2010   |                 |

Примітка: таблиця складена за даними сайту Верховної Ради України

### Депутати
За результатами місцевих виборів 2010 року депутатами ради стали:

#### За суб'єктами висування
| Суб'єкт висування | Кількість обраних депутатів | %   |
| ----------------- | --------------------------- | --- |
| Самовисування     | 16                          | 100 |

#### За округами
| № округу | Прізвище, ім'я, по батькові     | Дата визнання обраним | Освіта             | Партійна приналежність | Відомості про обраного депутата     |
| -------- | ------------------------------- | --------------------- | ------------------ | ---------------------- | ----------------------------------- |
| 1        | Сивульський Володимир Миронович | 02.11.2010            | середня            | позапартійний          | ТЕІ, студент                        |
| 2        | Івашко Василь Ігорович          | 02.11.2010            | середня            | позапартійний          | Бережанський АТІ, студент           |
| 3        | Сивулич Михайло Володимирович   | 02.11.2010            | середня            | позапартійний          | тимчасово не працює                 |
| 4        | Дзюба Андрій Романович          | 02.11.2010            | середня            | позапартійний          | тимчасово не працює                 |
| 5        | Собіль Іван Володимирович       | 02.11.2010            | середня            | позапартійний          | тимчасово не працює                 |
| 6        | Гудима Андрій Миколайович       | 02.11.2010            | середня            | позапартійний          | ТСІТ, студент                       |
| 7        | Мурин Ганна Романівна           | 02.11.2010            | вища               | позапартійна           | приватний підприємець               |
| 8        | Колиняк Людмила Олегівна        | 02.11.2010            | середня спеціальна | позапартійна           | Дарахівська сільська рада, секретар |
| 9        | Колтняк Володимир Михайлович    | 02.11.2010            | середня спеціальна | позапартійний          | тимчасово не працює                 |
| 10       | Тесля Іван Михайлович           | 02.11.2010            | середня            | позапартійний          | тимчасово не працює                 |
| 11       | Ракочий Микола Петрович         | 02.11.2010            | середня            | позапартійний          | ПП"Альма-Віта", зливник молока      |
| 12       | Демида Ярослав Романович        | 02.11.2010            | середня            | позапартійний          | ПОП «Промінь-Скабор», заступник     |
| 13       | Іваніцький Степан Томкович      | 02.11.2010            | середня спеціальна | позапартійний          | ПОП «Промінь-Скабор», директор      |
| 14       | Наконечний Віталій Миколайович  | 02.11.2010            | середня            | позапартійний          | тимчасово не працює                 |
| 15       | Семків Віктор Дмитрович         | 02.11.2010            | середня            | позапартійний          | тимчасово не працює                 |
| 16       | Сулик Михайло Павлович          | 02.11.2010            | середня спеціальна | позапартійний          | тимчасово не працює                 |